# Prijatelji
Prijatelji je ameriška humoristična nanizanka o skupini prijateljev, živečih na Manhattanu v New Yorku. Ustvarila sta jo David Crane in Marta Kauffman, v ZDA je bila na sporedu od 22. septembra 1994 do 6. maja 2004. Serija je ena najbolj popularnih nanizank vseh časov, zaključna epizoda je imela največ gledalcev med vsemi epizodami v tistem desetletju.

## Zgodba
Rachel Green pobegne s svoje poroke in se odloči, da poišče svojo prijateljico iz otroštva Monico Geller, ki živi v New Yorku ter dela kot kuharica. Monica sprejme Rachel za sostanovalko ter jo popelje v družbo svojih prijateljev. To so igralec Joey Tribbiani,  Chandler Bing, maserka in glasbenica Phoebe Buffay ter Monicin brat in paleontolog Ross, ki okreva po ločitvi. Rachel želi postati samostojna in se zaposli  kot natakarica v kavarni Central Perk. V tej kavarni zbrana družva preživlja svoj prosti čas, če pa že ne tam na slovitem kavču, pa se zberejo v Monicinem stanovanju ali pa pri Chandlerju in Joeyu, ki stanujeta nasproti Monice in Rachel, v newyorški soseski West Village.
Fabula epizod običajno sloni na komičnih zmenkarijah prijateljev, težavah s kariero; Joey hodi na avdicije za najrazličnejše vloge, Rachel si išče boljšo službo, saj se želi povzpeti v svet mode. Prijatelji hodijo na zmenke in imajo več resnih razmerij; Monico omreži Richard Burke, Ross se zaplete z Emily Waltham. Najbolj zapleten odnos je med Rossom in Rachel, ki doživlja vzpone in padce skozi vse sezone serije. Chandler in Monica se srečno poročita, prav tako tudi Phoebe in Mike Hannigan. V epizodah večkrat nastopijo tudi Monicini in Rossovi starši, Rossova prva žena Carol, ter njun sin Ben, Chandlerjevo večkratno bivše dekle Janice ter Gunter, ki dela v Central Perku in je zaljubljen v Rachel.

## Zasedba
- Jennifer Aniston kot Rachel Green
- Courtney Cox Arquette kot Monica Geller
- Lisa Kudrow kot Phoebe Buffay
- Matt LeBlanc kot Joey Tribbiani
- Matthew Perry kot Chandler Bing
- David Schwimmer kot Ross Geller

## Povzetki sezon
Glej tudi: Seznam epizod Prijatelji

### 1. sezona
Na začetku prve sezone spoznamo vseh šest glavnih oseb: Rachel, Monico, Phoebe, Joeya, Chandlerja in Rossa. Rachel bi se morala poročiti s svojim zaročencem Barryjem, a pobegne s  poroke ter prispe v kavarno Central Perk, kjer najde svojo prijateljico iz otroštva, Monico Geller. Rachel postane njena sostanovalka. Ross je že od srednje šole noro zaljubljen v Rachel in ji na svoj neroden način skuša priznati, da jo ljubi. Na poti mu stoji mnogo ovir. Ena izmed njih je tudi dejstvo, da s svojo bivšo ženo Carol pričakujeta otroka. Razšla sta se, ker je Carol spoznala, da je lezbijka. Joey je predstavljen kot večni samec in velik ženskar, a manj uspešen s svojo igralsko kariero. Phoebe dela kot maserka in ima ekscentrično osebnost, kar je verjetno posledica težkega otroštva in maminega samomora. Chandler se razide z Janice, ki pa se tekom sezon neprestano vrača v življenja šestčlanske druščine. Na vrhuncu sezone Chandler po nesreči razkrije Rachel, da jo Ross neizmerno ljubi. Sama ugotovi, da tudi ona ljubi njega. Sezona se konča s tem, ko Rachel čaka Rossa na letališču, da se vrne s službene poti na Kitajskem.